# Bisbat de Székesfehérvár
El bisbat de Székesfehérvár (hongarès: Székesfehérvári egyházmegye, llatí: Dioecesis Albae Regalensis) és una seu de l'Església Catòlica a Hongria, sufragània de l'arquebisbat d'Esztergom-Budapest. Al 2017 tenia 405.000 batejats sobre una població de 810.000 habitants. Actualment està regida pel bisbe Antal Spányi.

## Territori
La diòcesi comprèn la província de Fejér a Hongria.
La seu episcopal és la ciutat de Székesfehérvár, on es troba la catedral de Sant Esteve.
El territori s'estén sobre 5.170 km², i està dividit en 149 parròquies.

## Història
La diòcesi va ser erigida el 17 de juny de 1777 per mitjà de la butlla In universa gregis del papa Pius VI, prenent el territori de les diòcesis de Veszprém i de Győr.
El bisbe Vince Jekelfalussy va ser el primer bisbe hongarès en publicar el dogma de la infabilitat papal sancionat pel Concili Vaticà I sense demanar primer el consens del rei (placet regium), sent reprovat per l'autoritat.

## Cronologia episcopal
- Ignác Nagy de Sellye † (23 de juny de 1777 - 5 de novembre de 1789 mort)
- Miklós Milassin, O.F.M. † (21 de juny de 1790 - 2 de juliol de 1811 mort)
- József Vurum † (23 de setembre de 1816 - 19 d'abril de 1822 nomenat bisbe de Gran Varadino)
  - József Kopácsy † (21 de desembre de 1821 - 27 de juny de 1825 nomenat bisbe de Veszprém) (no confirmat)
- Pál Mátyás Szutsits † (29 de gener de 1828 - 28 de març de 1831 nomenat bisbe de Bosnia i Sirmio)
- János Horváth † (30 de setembre de 1831 - 16 de gener de 1835 mort)
- László Barkóczy † (19 de maig de 1837 - 13 de desembre de 1847 mort)
  - Antal Karner † (25 de juny de 1848 - 27 d'octubre de 1849 nomenat bisbe de Győr) (no confirmat)
- Imre Farkas † (5 de setembre de 1851 - 5 de gener de 1866 mort)
- Vince Jekelfalussy † (22 de febrer de 1867 - 15 de maig de 1874 mort)
- Nándor Dulánszki † (17 de setembre de 1875 - 25 de juny de 1877 nomenat bisbe de Pécs)
- János Pauer † (28 de febrer de 1879 - 15 de maig de 1889 mort)
- Fülöp Steiner † (26 de juny de 1890 - 11 d'agost de 1900 mort)
- Gyula Városy † (16 de desembre de 1901 - 11 de desembre de 1905 nomenat arquebisbe de Kalocsa)
- Ottokár Prohászka † (11 de desembre de 1905 - 2 d'abril de 1927 mort)
- Lajos Shvoy † (20 de juny de 1927 - 2 de gener de 1968 mort)
  - Sede vacante (1968-1974)
- Imre Kisberk † (2 de febrer de 1974 - 5 d'abril de 1982 renuncià)
- Gyula Szakos † (5 d'abril de 1982 - 13 de setembre de 1991 jubilat)
- Jusztin Nándor Takács, O.C.D. † (13 de setembre de 1991 - 4 d'abril de 2003 jubilat)
- Antal Spányi, des del 4 d'abril de 2003

## Estadístiques
A finals del 2017, la diòcesi tenia 405.000 batejats sobre una població de 810.000 persones, equivalent al 50,0% del total.
| any  | població | població | població | sacerdots | sacerdots       | sacerdots       | sacerdots             | diaques | religiosos | religiosos | parròquies |
| ---- | -------- | -------- | -------- | --------- | --------------- | --------------- | --------------------- | ------- | ---------- | ---------- | ---------- |
| any  | batejats | total    | %        | total     | clergat secular | clergat regular | batejats por sacerdot | diaques | homes      | dones      |            |
| 1970 | 380.685  | ?        | ?        | 209       | 209             |                 | 1.821                 |         |            |            | 138        |
| 1980 | 464.959  | 736.000  | 63,2     | 258       | 258             |                 | 1.802                 |         |            |            | 162        |
| 1990 | 461.000  | 736.000  | 62,6     | 173       | 173             |                 | 2.664                 |         |            |            | 163        |
| 1999 | 494.108  | 750.000  | 65,9     | 119       | 110             | 9               | 4.152                 | 4       | 9          | 46         | 144        |
| 2000 | 491.803  | 740.000  | 66,5     | 113       | 106             | 7               | 4.352                 | 5       | 7          | 46         | 144        |
| 2001 | 490.289  | 735.000  | 66,7     | 107       | 100             | 7               | 4.582                 | 5       | 7          | 50         | 144        |
| 2002 | 489.048  | 730.000  | 67,0     | 104       | 97              | 7               | 4.702                 | 6       | 7          | 50         | 144        |
| 2003 | 437.058  | 760.448  | 57,5     | 102       | 95              | 7               | 4.284                 | 6       | 7          | 50         | 144        |
| 2004 | 435.700  | 858.700  | 50,7     | 105       | 98              | 7               | 4.149                 | 6       | 7          | 42         | 144        |
| 2010 | 422.656  | 840.656  | 50,3     | 86        | 79              | 7               | 4.914                 | 11      | 9          | 120        | 149        |
| 2014 | 413.000  | 825.000  | 50,1     | 85        | 76              | 9               | 4.858                 | 9       | 9          | 103        | 149        |
| 2017 | 405.000  | 810.000  | 50,0     | 86        | 78              | 8               | 4.709                 | 10      | 18         | 104        | 149        |